# Bjørn Erichsen (forlægger)
 Der er flere personer med dette navn, se Bjørn Erichsen.
Bjørn Erichsen (29. december 1901 – 6. april 1972) var en dansk forlægger og nazisympatisør.
Han var søn af Christian Erichsen og overtog ledelsen af Chr. Erichsens Forlag, som faderen havde grundlagt. Erichsen var også pianist, meget musikinteresseret og arrangerede forskellige koncerter i København. Under besættelsen øjnede han en mulighed for at få en større rolle i det danske musikliv ved at støtte værnemagten. Derfor angav han tyskfjendtlige og antinazistiske danske musikere til værnemagten. Han havde tætte forbindelser til bl.a. Knud Nordentoft og H.C. Bryld.
Efter befrielsen blev han indsat i Fårhuslejren og 5. marts 1946 idømt 10 års fængsel for landsforræderi. En del af hans formue blev konfiskeret af staten.